# Våle, Timrå kommun
Våle är en by i Tynderö distrikt (Tynderö socken) i Timrå kommun, Västernorrlands län (Medelpad). År 2020 avgränsade SCB här en småort.